# Harlow Wilcox
Harlow Wilcox (12 de marzo de 1900 – 24 de septiembre de 1960) fue un locutor radiofónico de nacionalidad estadounidense.

## Biografía
Nacido en Omaha, Nebraska, en el seno de una familia dedicada al mundo del espectáculo, su padre tocaba en la banda del Ringling Brothers, y su hermana tocaba el violín en conciertos de música clásica y en shows de vodevil. Siguiendo la tradición familiar, Harlow tomó lecciones de declamación, y durante un tiempo actuó en el teatro. Finalmente decidió dedicarse a la radio, y conoció a Jim y Marian Jordan en una emisora de Chicago. Wilcox fue locutor del show de los Jordan, Fibber McGee and Molly.
En su trabajo radiofónico, Wilcox fue también pionero en hacer anuncios comerciales que formaban parte de una historia en el programa, en vez de utilizar el habitual método de incluirlos en las pausas.
A lo largo de su carrera, Wilcox trabajó como locutor en programas como Amos 'n' Andy, The Baby Snooks Show, Fibber McGee and Molly, Frank Merriwell, Hap Hazard, Hollywood Premiere, Suspense, The Victor Borge Show Your Electric Servant, Blondie Boston Blackie y The Passing Parade.
Además de su papel como locutor, Wilcox también actuó en un episodio de la serie You Are There y en dos películas, Look Who's Laughing y They're Off. También, en los años 1950 Wilcox fue vicepresidente ejecutivo de Rockett Pictures, Inc., una compañía productora de Hollywood, California.
Harlow Wilcox falleció en Los Ángeles, California, en 1960. Fue enterrado en el Cementerio Forest Lawn Memorial Park, en Glendale (California).